# Parazoanthus axinellae
Parazoanthus axinellae, comúnmente conocida como la anémona incrustante amarilla, es un coral zoántido que se encuentra en las costas del Atlántico sur de Europa y en el mar Mediterráneo. Los zoantidos se diferencian de las verdaderas anémonas de mar en que tienen una anatomía interna diferente y en que forman verdaderas colonias en las que los animales individuales (pólipos) están conectados por un tejido común, llamado coenénquima.

## Descripción
La especie es de color amarillo o naranja y cada pólipo tiene de veinticuatro a treinta y seis tentáculos dispuestos en dos verticilos. Los pólipos miden 5 mm de diámetro y 20 mm de altura. Están conectados entre sí en pequeñas colonias por una capa continua de tejido, el coenénquima. En esta especie, a veces hay masas de tejido esponjoso amarillo grueso en la base de cada zooide. Un zoantario similar es Parazoanthus anguicomus, pero esa especie tiene tentáculos más numerosos.

## Distribución y hábitat
Parazoanthus axinellae se encuentra en las zonas templadas del océano Atlántico oriental y el mar Mediterráneo. Suela habitar en profundidades de entre 23 y 45 metros sobre sustratos rocosos.

## Ecología
En el mar Mediterráneo, Parazoanthus axinellae frecuentemente forma densas aglomeraciones, a menudo en asociación con el coral blando Alcyonium acaule. Otros organismos en estos hábitats biodiversos incluyen comedores de suspensión como esponjas, cnidarios, briozoos y tunicados, y la roca está incrustada con algas coralinas.
Las colonias de Parazoanthus axinellae a veces se dividen para formar dos colonias muy juntas pero separadas, y las colonias que crecen muy cerca ocasionalmente se unen.

## Galería de imágenes

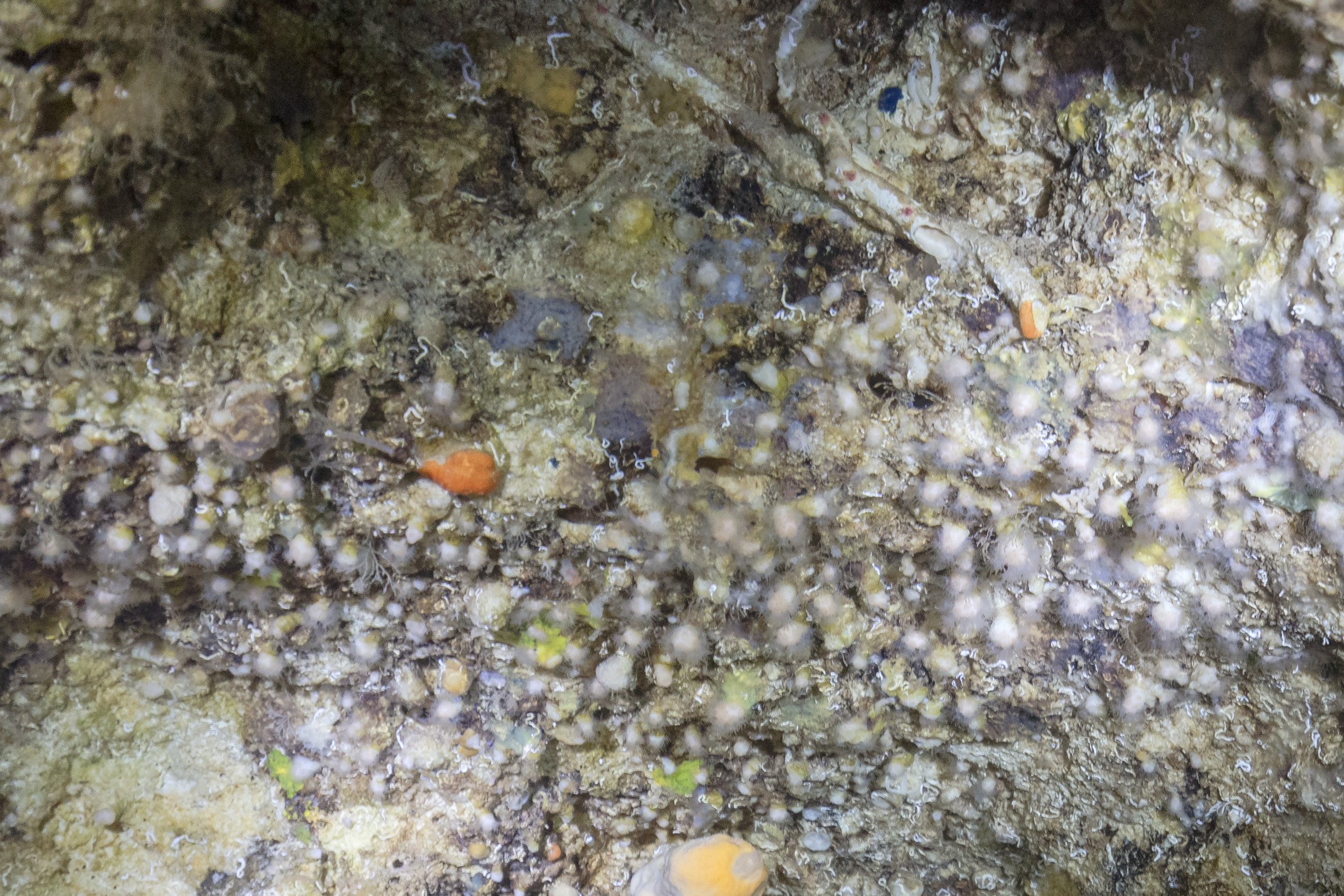
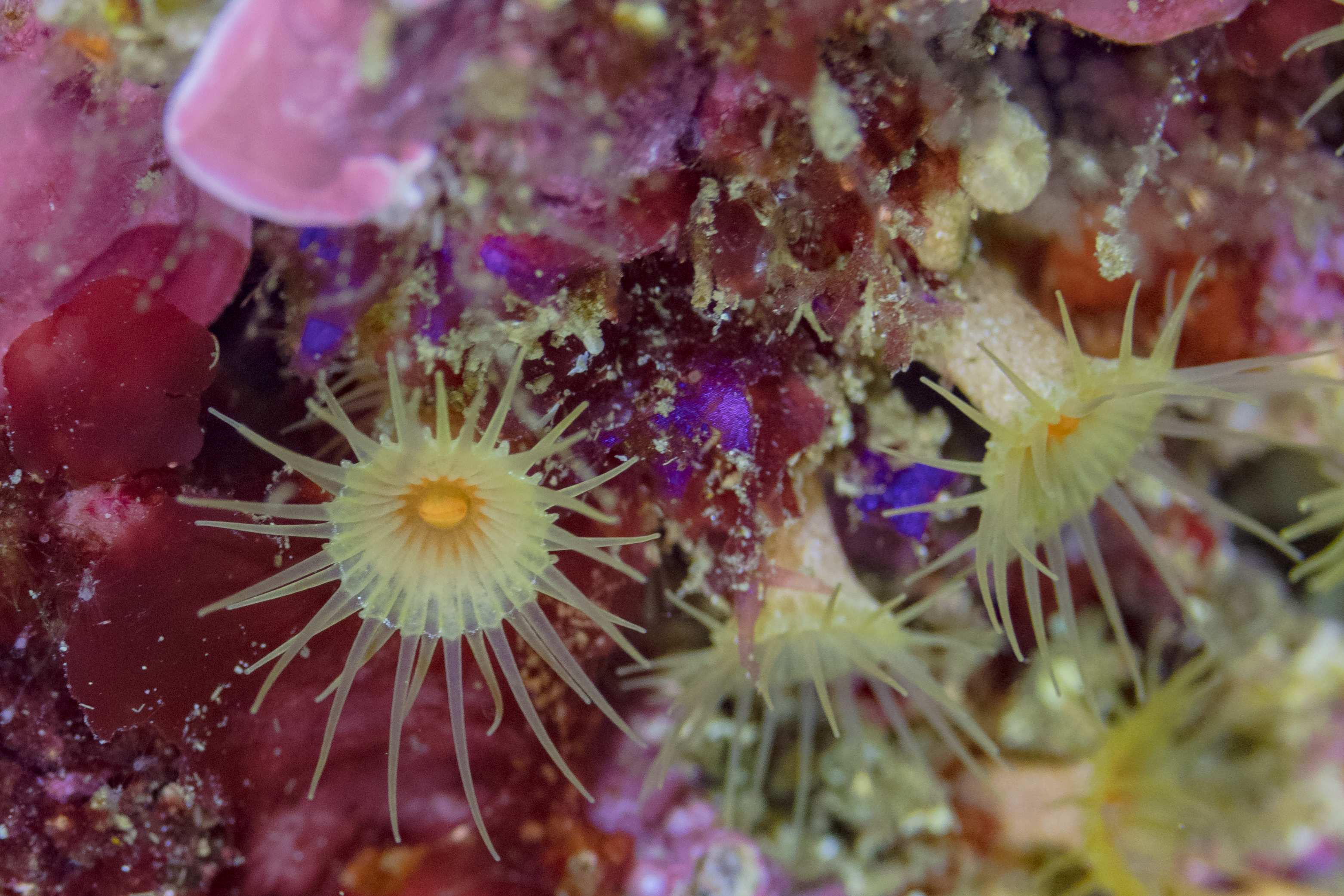
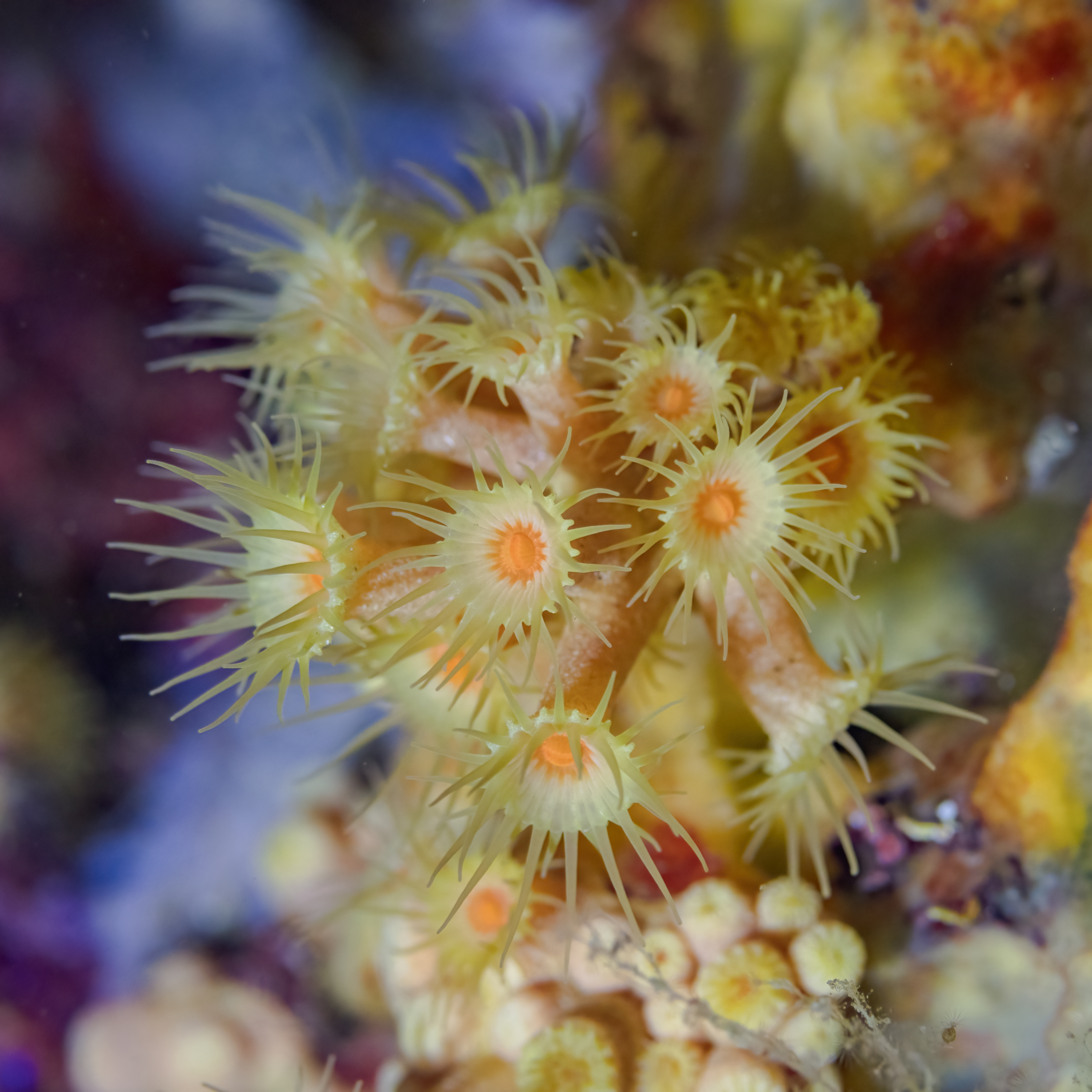
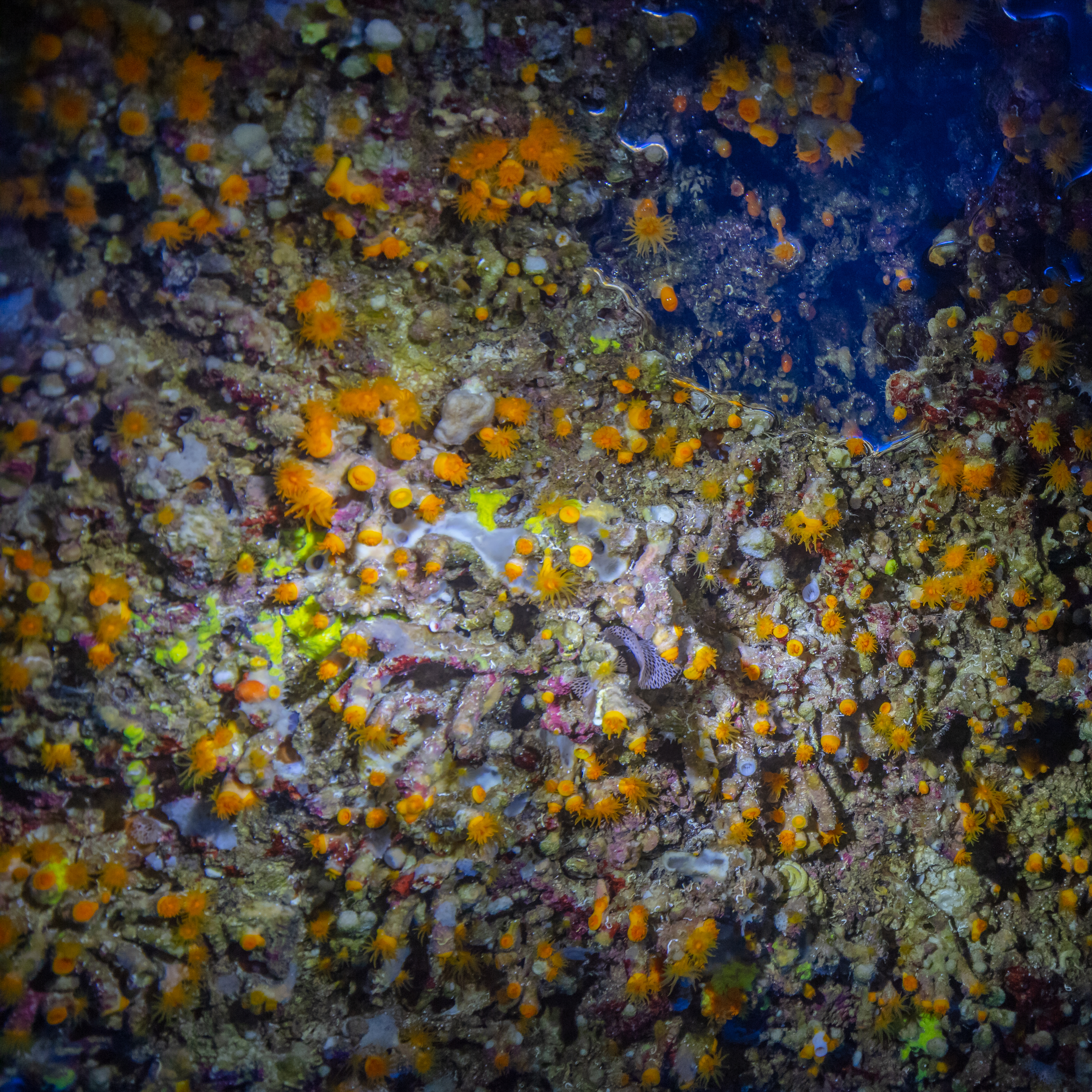